# Zagreb musikbiennal
Zagreb musikbiennal (kroatiska: Muzički biennale Zagreb) är en internationell festival för samtida klassisk musik i Zagreb i Kroatien. Musikbiennalen arrangeras på våren ojämna år av Kroatiska kompositörsföreningen. Festivalen grundades 1961 av kompositören Milko Kelemen och är idag en av de viktigaste i sitt slag i Europa.

### Fotnoter
1. ↑  Efa-aef.eu Arkiverad 27 juli 2014 hämtat från the Wayback Machine. - European Festivals Association (engelska)